# Psykroestesi
Psykroestesi är en medicinsk term för upplevelsen att frysa fastän kroppen är varm, för rysningar, eller för fenomenet att stimuli uppfattas som kalla fastän de inte är det. Psykroestesi kan vara generell (drabba hela kroppen) eller perifer (drabba händer och fötter).
Psykroestesi är ett symtom vid flera sjukdomar, såsom feber, spinal stenos och perifer vaskulär sjukdom.